# Chis
Chis é uma comuna francesa na região administrativa de Occitânia, no departamento dos Altos Pirenéus. Estende-se por uma área de 3,74 km². Em 2010 a comuna tinha 314 habitantes (densidade: 84 hab./km²).